# راجر فروده
راجر فروده (انگلیسی: Roger Frude; ۱۹ نوامبر ۱۹۴۶ – ۱۴ ژوئن ۱۹۹۶) بازیکن فوتبال اهل بریتانیا بود.
از باشگاه‌هایی که در آن بازی کرده‌است می‌توان به باشگاه فوتبال منزفیلد تاون، باشگاه فوتبال تاویستوک، باشگاه فوتبال بریستول راورز، و باشگاه فوتبال برنتفورد اشاره کرد.
وی همچنین در تیم ملی فوتبال زیر ۱۸ سال انگلستان بازی کرده‌است.